# Pertinaks
Pertinaks (latinsko Pvblivs Helvivs Pertinax Avgustvs), rimski cesar, ki je vladal tri mesece leta 193, * 1. avgust 126, Alba Pompeia, Italija, † 28. marec 193, Rim, Italija.
Bil je prvi cesar v nemirnem letu petih cesarjev. Kot visoka vojaška in senatorska osebnost  je poskušal ponovno vzpostaviti disciplino v pretorsko gardo, ki se je zatem uprla in ga ubila. Nasledil ga je Didij Julijan, čigar vladavina je bila enako kratka. 

## Življenjepis

### Obdobje do prihoda na prestol
Njegova kariera pred prihodom na rimski prestol je dokumentirana v Historii Augusti in potrjena na več napisih. Rojen je bil v Albi Pompei v Italiji kot sin svobodnjaka Helvija Sukcesa. Svojo kariero je začel kot učitelj gramatike (grammaticus), potem pa se je odločil za bolj obetavno službo v vojski in s pomočjo pokroviteljev postal častnik v kohorti.
V partski vojni se je izkazal za sposobnega častnika in zato večkrat napredoval. Po premestitvi v Britanijo, kjer je bil vojaški tribun VI. legije Victrix, in Panonijo, je služboval kot  prokurist v Dakiji.   Med vladanjem Marka Avrelija je postal žrtev dvornih spletk, vendar je bil kmalu zatem poklican na pomoč Klavdiju Pompejanu v markomanskih vojnah. Leta 175 je za zasluge dobil položaj konzula in poveljnika pretorske garde in bil zatem do leta 185 guverner province Gornje in Spodnje Mezije, Dakije in Sirije in nazadnje Britanije.
V 180. letih je prevzel ključno vlogo v rimskem senatu, dokler ga ni pretorski prefekt Sekst Tigidij Peren prisilil na umik iz javnega življenja. Umaknil se je v rojstni kraj, od koder so ga po treh letih poklicali v Britanijo, da bi zatrl upor v rimski vojski. Poskušal je pomiriti neposlušne vojake, vendar je ena od uporniških kegij napadla njegovo osebno stražo in ga težko ranila. Ko si je opomogel, je strogo kaznoval upornike in pridobil še večji ugled strogega vojaškega poveljnika. Zaradi ostrih postopkov je bil v armadi vedno bolj nepriljubljen  in osovražen, zato je moral leta 187 odstopiti.
Po odstopu je leta 188-189 služboval kot prokonzul Afrike in nato v rimski mestni prefekturi. V drugem konzulskem mandatu je bil skupaj s cesarjem Komodom vojni ordinarij.

### Cesar
Ko je Komodovo vedenje na začetku 190. let postalo vedno bolj nepredvidljivo, se je Pertinaks verjetno vpletel v zaroto, ki je privedla do njegovega atentata 31. decembra 192. Zaroto so izpeljali pretorski prefekt Kvint Emilij Let, cesarjeva ljubica Marcija in njegov komornik Elekt. Po umoru je Pertinaks, ki je bil takrat mestni prefekt, odšel v tabor pretorske garde in se naslednje jutro razglasil za cesarja.
Njegova kratka vladavina, ki je trajala samo 86 dni, ni bila lahka. Pokušal je posnemati zmerne metode Marka Avrelija in reformirati dobave žita mestu Rimu (alimenta), vendar je v številnih krogih naletel na nasprotovanja.
Antični pisci podrobno poročajo, da je pretorska garda po prihodu na prestol od njega pričakovala velikodušne ugodnosti. Ker se to ni zgodilo, so razočarani gardisti začeli rovariti in ga prisilili, da je prodal vse Komodovo premoženje, vključno s konkubinami, ki jih je imel mladi cesar za svojo zabavo. Prevrednotil je rimsko valuto in vsebnost srebra v denariju povečal s 74 na 87%, tako da se je masa srebra v njem povečala z 2,22 na 2,75 g.
Njegova denarna reforma je bila modra in daljnovidna, vendar ni preživela njegove smrti. Ker je med razvajenimi pretorijanci poskušal uvesti strožjo vojaško disciplino, so ga že na začetku marca, medtem ko je v Ostii pregledoval pošiljke žita, poskušali vreči s prestola in ga zamenjati s konzulom Kvintom Sosijem Falkonom. Zarota zaradi izdaje ni uspela. Falcon sam je bil pomiloščen, več v zaroto vplatenih častnikov pa je bilo usmrčenih.
28. marca 193 je bil Pertinaks v svoji palači, ko je, po pisanju Historiae Augustae,  vanjo vdrla skupina tristo vojakov pretorska garde. Kasij Dion trdi, da jih je bilo samo dvesto. Antični viri poročajo, da zato, ker so dobili samo polovico svoje obljubljene plače. Pertinaksovi osebni stražarji se jim niso mogli upreti. Pertinaks je na pogajanja z gardisti poslal Kvinta Emilija Leta, ki je, namesto da bi se pogajal, izdal cesarja in prestopil na stran upornikov. Pertinaksu so svetovali, naj pobegne. Cesar se je poskušal z uporniki pogoditi, kar mu je skoraj uspelo, potem pa ga je eden od vojakov podrl na tla.
Pertinaks se je že ob prevzemu oblasti zavedal nevarnosti, da ga lahko ubijejo. Da bi se izognil posledicam svojega atantata, niti ženi niti sinu ni podelil cesarskega naslova, svojega tasta Tita Flavija Sulpicijana pa je kljub temu imenoval za prefekta mesta Rima.

## Posledice
Pretorska garda je po njegovi smrti na dražbi za cesarja izbrala senatorja Didija Julijana, kar je sprožilo kratko nasledstveno državljansko vojno in še isto leto zmago Septimija Severja.
Septimij Sever je po prihodu v Rimu priznal Pertinasa za legitimnega cesarja in dal usmrtiti vojake, ki so ga ubili, pritisnil na senat, da so ga deificirali in organizirali njegov državniški pogreb.  Poleg tega je kot del svojega imena privzel vzdevek Pertinaks. Nekaj časa so na obletnico Pertinaksovega imenovanja za cesarja in na njegov rojstni potekale javne igre.

### Primarni viri
- Historia Augusta, Pertinaks, (angleški prevod Historiae Augustae)
- Kasij Dion, Rimska zgodovina, 74. knjiga, penelope.chicago.edu
- Avrelij Viktor,Epitome de Caesaribus, angleški prevod Epitome de Caesaribus
- Zosim, "Historia Nova", Historia Nova

### Sekundarni viri
- M. Meckler, Pertinax (193 A.D), De Imperatoribus Romanis
- A.K. Bowman, The Cambridge Ancient History: The Crisis of Empire, A.D. 193–337, Cambridge University Press, 2005.
- A. Birley, The Roman government of Britain, Oxford University Press, 2005.
- A. Canduci (2010). Triumph and Tragedy: The Rise and Fall of Rome's Immortal Emperors. Pier 9 Books. ISBN 978-1-74196-598-8.
- E. Gibbon, Decline and Fall of the Roman Empire, 1788.

| Vladarski nazivi                                                  | Vladarski nazivi                                  | Vladarski nazivi                                                    |
| ----------------------------------------------------------------- | ------------------------------------------------- | ------------------------------------------------------------------- |
| Predhodnik: Komod                                                 | rimski cesar 193                                  | Naslednik: Didij Julijan                                            |
| Politične funkcije                                                |                                                   |                                                                     |
| Predhodnik: Ulpij Marcel                                          | Guverner Britanije okoli 185 – 187                | Naslednik: ni znano, zatem Decim Klodij Albin                       |
| Predhodnik: Lucij Kalpurnij Pizon, Publij Salvij Julijan          | konzul Rimskega cesarstva 175 z Didijem Julijanom | Naslednik: Tit Pomponij Prokul Vitrazij Polij, Mark Flavij Aper     |
| Predhodnik: Popilij Pedon Apronijan, Mark Valerij Bradua Mavricij | konzul Rimskega cesarstva 192 z Komodom           | Naslednik: Kvint Pompej Sosij Falkon, Gaj Julij Erucij Klar Vibijan |